# Pegasus Bridge
Pegasus Bridge (literalment en català "pont pegàs"), originalment anomenat pont de Bénouville pel poble veí, és una carretera que creua el canal de Caen, entre Caen i Ouistreham a Normandia. El pont original, construït el 1934, és ara un monument commemoratiu de guerra i és la peça central del museu Memorial Pegasus a Ranville. Va ser substituït l'any 1994 per un disseny modern que, com l'antic, és un pont basculant.

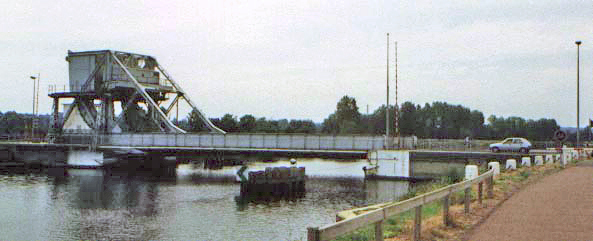
El pont original

El 6 de juny de 1944, durant la Segona Guerra Mundial, el pont va ser, juntament amb el proper pont de Ranville sobre el riu Orne (un altre encreuament de carreteres, més tard rebatejat Pont Horsa), l'objectiu dels membres de la Companyia D, 2n Batalló (Aerotransportats), Infanteria lleugera d'Oxfordshire i Buckinghamshire, una força transportada amb planadors que formaven part de la 6a Brigada d'Aterratge Aeri de la 6a Divisió Aerotransportada durant l'Operació Tonga als primers minuts de la invasió aliada de Normandia. Sota el comandament del major John Howard, la companyia D havia d'aterrar a prop dels ponts amb sis planadors Airspeed Horsa i, en una operació de cop de mà, capturar-los tots dos intactes i mantenir-los fins que fossin rellevats per les principals forces d'invasió britàniques. La captura reeixida dels ponts va tenir un paper important per limitar l'eficàcia d'un contraatac alemany després de la invasió de Normandia.
Més tard, el 1944, el pont de Bénouville va ser rebatejat com a pont de "Pegasus" en honor a l'operació. El nom deriva de l'emblema de l'espatlla que porten les forces aerotransportades britàniques del I Cos Aerotransportat, que representa Bel·lerofont muntant el cavall volador Pegàs.

## Disseny
El pont Pegàs i l'estructura que el va substituir l'any 1994 són exemples d'un subtipus diferent de pont basculant, el "pont basculant d'elevació rodant Scherzer" o "pont rodant". Els ponts d'aquest tipus no pivoten al voltant d'un punt de frontissa, sinó que tornen enrere sobre plaques de rodament corbes unides a les bigues de la llum principal. Aquest disseny permet un major espai lliure de la via fluvial per a un angle d'obertura determinat.

## Batalla pel pont

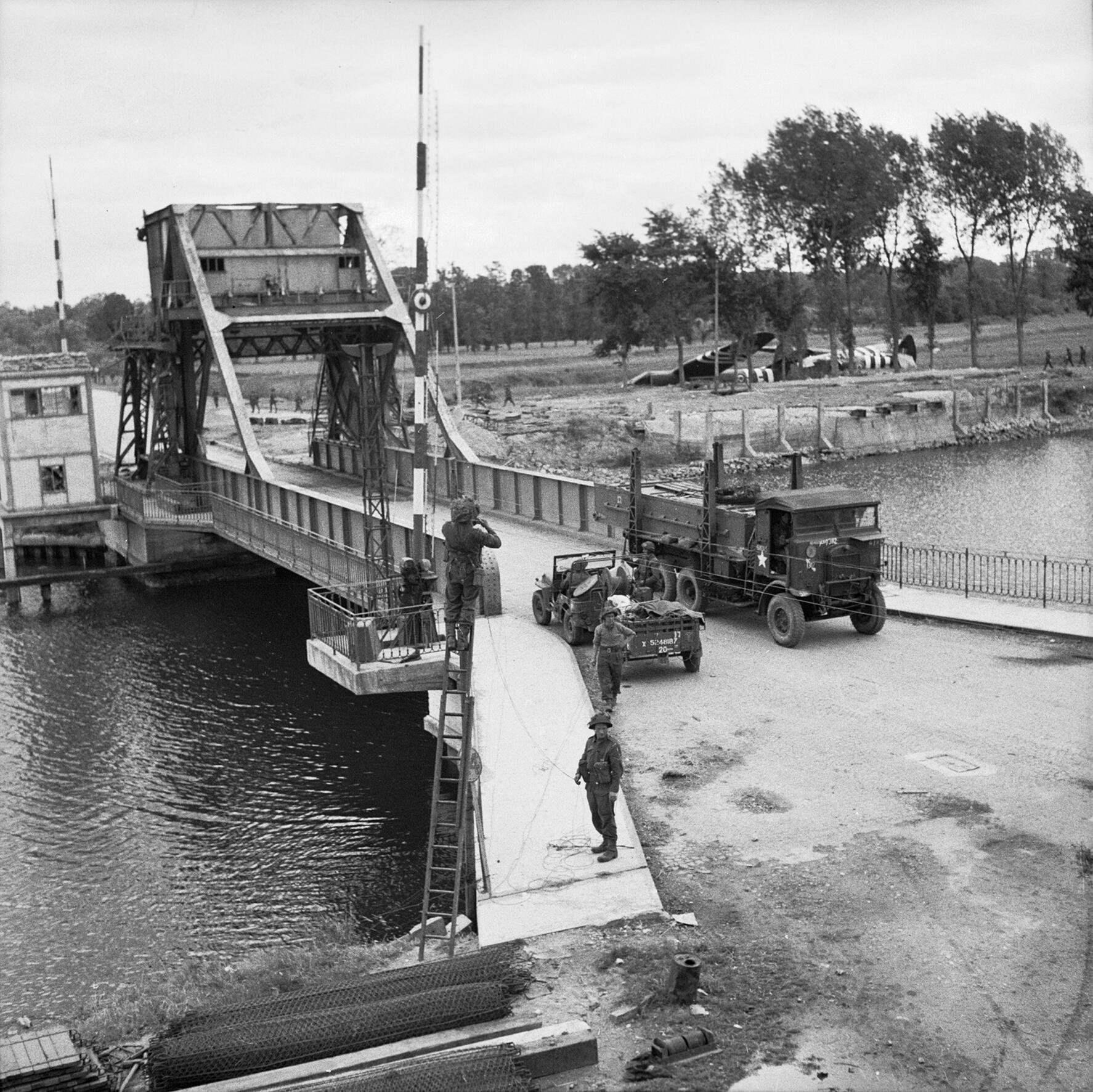
Pegasus Bridge, 9 de juny de 1944; els planadors Horsa es poden veure on van aterrar.

La nit del 5 de juny de 1944, una força de 181 homes, liderada pel major John Howard, va enlairar-se de la base RAF Tarrant Rushton a Dorset, al sud d'Anglaterra, en sis planadors Horsa per capturar el pont Pegasus, i també el "pont Horsa", uns quants centenars de metres a l'est, sobre el riu Orne. La força estava composta per la Companyia D (reforçada amb dos seccions de la Companyia B), 2n Batalló, Infanteria lleugera d'Oxfordshire i Buckinghamshire; 20 sapadors dels Royal Engineers de la 249 Companyia de Camp (Aerotransportada); i homes del Regiment de Pilots de Planador. L'objectiu d'aquesta acció era evitar que els blindats alemanys travessessin els ponts i ataquessin el flanc oriental dels desembarcaments a Sword Beach.
Cinc dels planadors dels Ox and Bucks van aterrar a només 47 metres dels seus objectius des de 16 minuts després de la mitjanit. Els atacants van sortir dels seus planadors atrotinats, sorprenent completament als defensors alemanys, i van agafar els ponts en 10 minuts. Van perdre dos homes en el procés, el tinent Den Brotheridge i el caporal Fred Greenhalgh.
Greenhalgh es va ofegar en un estany proper quan el seu planador va aterrar. El tinent Brotheridge va resultar ferit de mort creuant el pont en els primers minuts de l'assalt i es va convertir en el primer membre dels exèrcits aliats invasors a morir com a resultat del foc enemic el dia D.
Un planador, assignat a la captura del pont del riu Orne, va aterrar al pont sobre el riu Dives, a unes 7 milles de distància. La majoria dels soldats d'aquest planador es van traslladar a través de les línies alemanyes cap al poble de Ranville on finalment es van tornar a unir a les forces britàniques. Els Ox i els Bucks van ser reforçats a les 03.00 hores pel 7è Batalló de Paracaigudistes del tinent coronel Pine-Coffin, i es van enllaçar amb les forces de desembarcament a la platja amb l'arribada dels Comandos de Lord Lovat.
Entre els primers reforços del 7è Batalló hi havia el tinent Richard Todd, un jove actor que, gairebé dues dècades més tard, interpretaria el major Howard a la pel·lícula The Longest Day.

## Commemoracions
L'any 1984, com a part de les commemoracions del 40è aniversari, el Royal Yacht Britannia va passar per davant del pont en ruta cap a Caen. El vaixell va passar a primera hora, escortat per dos remolcadors i l'HMS Torquay.

## Avui

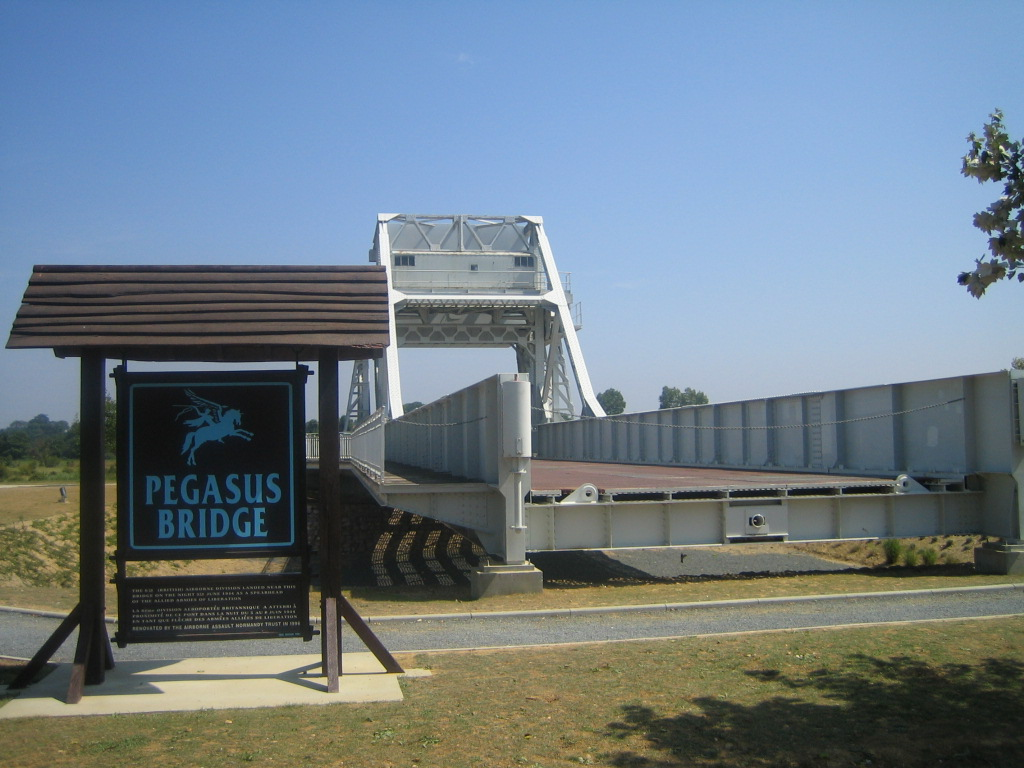
Pont original al Memorial Pegasus – juliol de 2005

El pont Pegàs original ara resideix als terrenys del Memorial Pegasus. El museu va ser inaugurat pel príncep de Gal·les el 4 de juny de 2000, el brigadier James Hill, fundador de Françoise Gondrée amb el general Sir Richard Nelson Gale com a president
i es troba a l'extrem oriental del pont actual. El pont original va ser substituït l'any 1994 per l'estructura més àmplia i forta, construïda per Spie Batignolles. S'havia ampliat 5 metres a principis de la dècada de 1960 per adaptar-se a l'eixamplament del canal i va romandre en ús fins a 1993. Després de la seva substitució, el pont de Pegàs va quedar en terra erm. El pont es va vendre al museu pel preu simbòlic d'un franc.
Molts dels soldats morts en les accions de juny de 1944 són enterrats al cementiri de guerra de Ranville. La tomba del tinent Brotheridge, que es troba al cementiri parroquial al costat del cementiri, té una placa commemorativa que va ser instal·lada per la família Gondrée. El museu conté una cafeteria i una petita botiga del museu que ven material relacionat amb el pont de Pegàs. Arlette Gondrée, que ara dirigeix Café Gondrée, era una nena petita que vivia a la casa quan va ser alliberada. No és segur que el famós cafè Gondrée fos la primera casa francesa alliberada durant el dia D. En el llibre Commando du Pont Pegase, l'historiador francès Norbert Hugedé escriu que va ser la casa propietat del senyor Picot la que va ser alliberada primer, unes hores abans de la casa dels Gondrée.